# Ben Kinmont
Ben Kinmont (* 1963 in Burlington, Vermont) ist ein US-amerikanischer Konzeptkünstler.
Kinmonts Arbeiten folgen unter anderem der Beuys’schen Auffassung einer sozialen Plastik und hinterfragen so zum Beispiel die Bedeutung des heutigen Kunstbegriffs. Für die documenta 11 in Kassel im Jahre 2002 entwickelte er – in Anlehnung an Ian Wilsons Definition des persönlichen Gesprächs als Kunstform – die Publikationsserie Moveable Type No Documenta.
| Personendaten    | Personendaten                     |
| ---------------- | --------------------------------- |
| NAME             | Kinmont, Ben                      |
| KURZBESCHREIBUNG | US-amerikanischer Konzeptkünstler |
| GEBURTSDATUM     | 1963                              |
| GEBURTSORT       | Burlington, Vermont               |